# スチルビデオフロッピー
スチルビデオフロッピー (英:Still Video Floppy)とは、電子スチルカメラ懇談会が策定した静止画 (= スチルビデオ) のアナログ記録用磁気ディスクで、主に電子スチルカメラに用いられた。一般的にはビデオフロッピーと呼ばれる。ディジタルデータを書き込めるようにもされ、ソニーのワードプロセッサであるプロデュースシリーズの記録媒体として採用されたほか、NEC PC-9800シリーズ用の外付けドライブが発売された。2インチフロッピーとも呼ばれる。

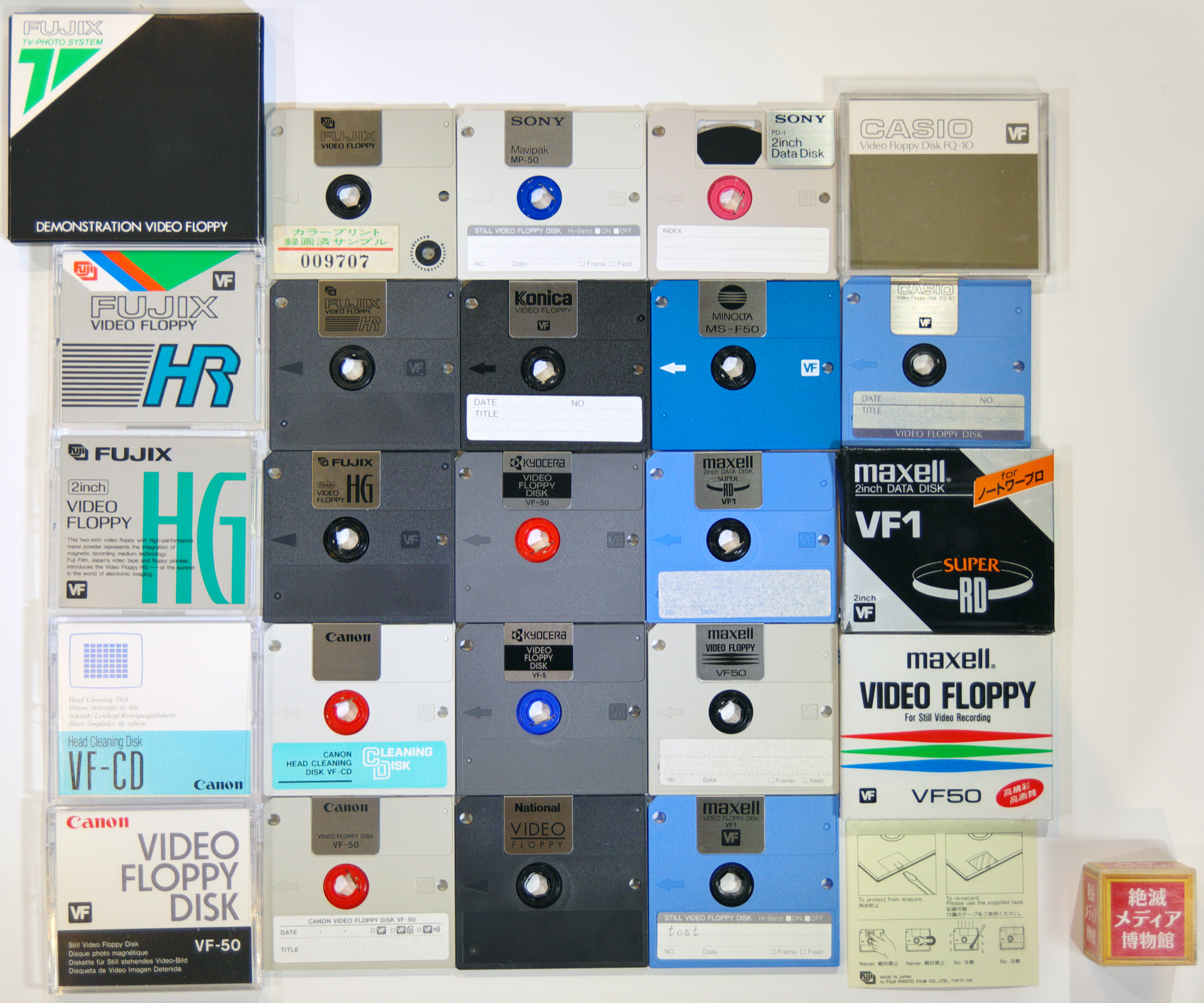
各社のビデオフロッピーおよび2インチデータディスク

## 概要
ソニーは1981年8月24日に、電子スチルカメラのマビカを発表した。これの記憶媒体として開発されたマビパックが祖となる記録媒体である。1983年2月23日に17社の参加で発足した電子スチルカメラ懇談会により1984年5月31日に基本となる静止画再生の規格が取りまとめられ、ビデオフロッピーの応用範囲を広げるべく撮影日時などといったメタ情報や短い音声、再生制御情報の記録方法の検討が進められ、参加者が42社となった同懇談会より1986年4月にスチルビデオフロッピーシステムの規格が発表された。1988年7月13日には高画質化のためのハイバンド規格が承認された。
ビデオフロッピーは3.5インチフロッピーディスクのようにシャッターを持った硬質なプラスチックジャケットにディスクが収められており、内部のディスクは1秒間に仕向け地における標準テレビ放送のフィールド周波数と同じだけ回転する。このディスクには52本のトラックが存在しており、外側の50本を静止画およびメタ情報、もしくは短い音声の記録に用いる。フィールド記録の場合は50枚、フレーム記録の場合は25枚の画像が記録できる。残った2本のうち最内周をキュートラックと称して再生制御用データの記録に用い、最後の1本が画像と制御データとのガードバンドである。

## 物理的特性

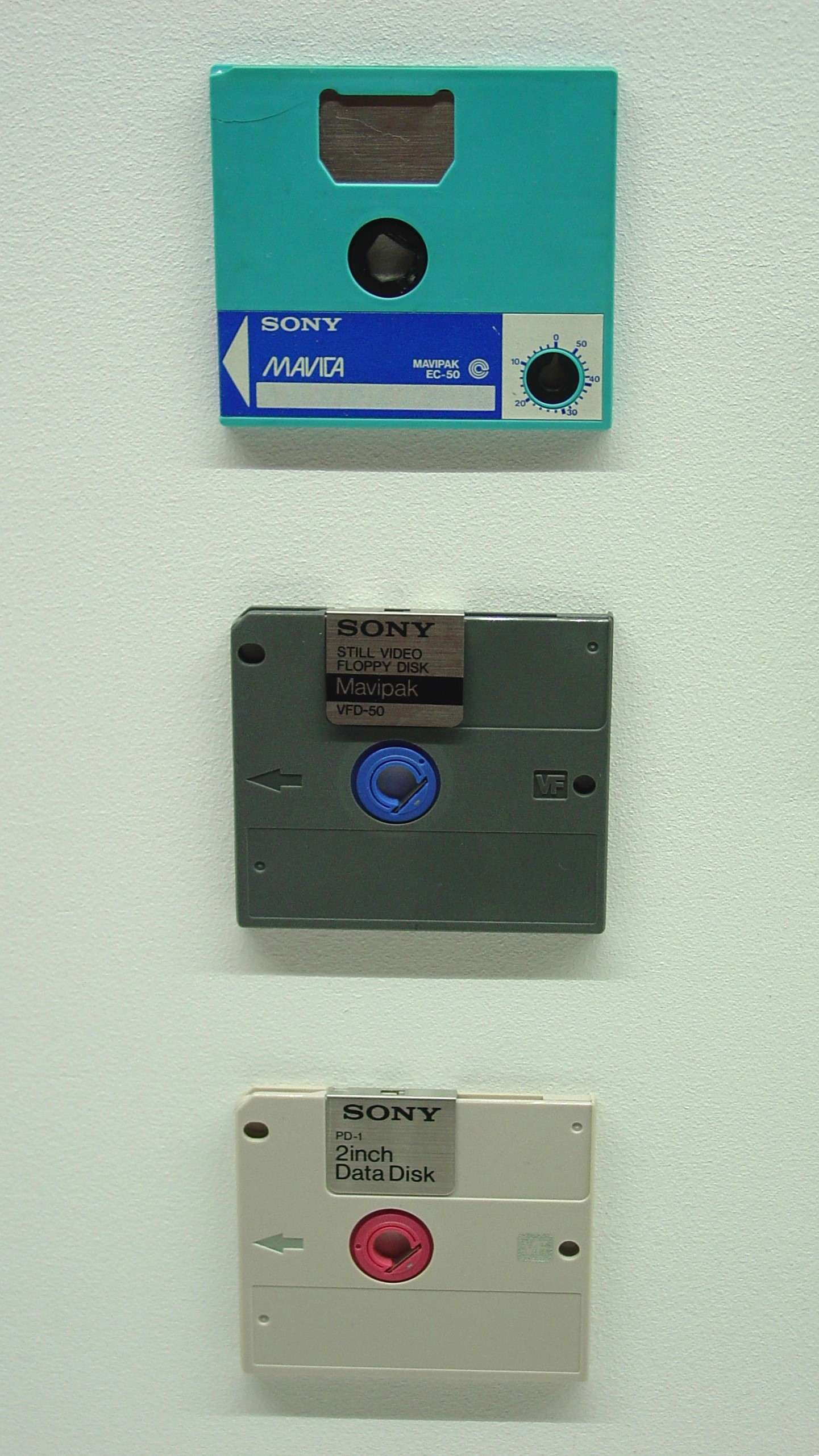
カウンタがあるマビパックEC-50, シャッタが付いたマビパックVFD-50, 2インチデータディスク PD-1

ディスクジャケットの外形寸法は60×54×3.6mmで、2つの位置決め基準穴、2つの将来的なディスク種別の追加のための記録媒体認識ホール、防塵用のシャッタおよびカセットテープのように折り取る形の誤消去防止部を備えている。電子スチルカメラ懇談会発足当初のコンセプトおよびマビパック EC-50に存在していた二重記録防止カウンタは応用分野によってはユーザの混乱のもととなり、撤去することによってコストダウンも可能であるため撤去された。ディスクにヘッドを触れさせるためにジャケットに設けられた窓は、磁気ヘッドの良好な接触を図るために両面に設けられている。
内蔵ディスクの外径は47㎜であり、1.85インチである。ディスクの厚さは両面に塗布された磁性体の厚さ4μmを含んで40μmである。この値は複数の厚さより実験的に検討し、最も良好な結果を得られたものを採用している。このディスクに幅60μmのトラックを100μmのトラックピッチで52本刻んでいる。

## 記録方法
この項では各種データの記録方法について記す。

### 静止画記録
ディスクの回転は仕向け地の標準テレビ放送の方式によって異なり、日本や北米などNTSC圏では60回/秒、西欧などPAL圏では50回/秒となる。1トラックに各方式の1フィールドの輝度信号を低搬送波FM変調をして記録し、色差信号はR-YおよびB-Yの信号を交互に (線順次で) FM変調を行い記録する。色差信号の周波数偏移は、コンポジット信号をそのまま処理できるように設定されている。非ハイバンド記録の場合、帯域幅は輝度信号が4.5MHz, 色差信号が1MHzとなるため、ディジタル記録における輝度信号と色差信号との標本数比のように表現すると、いわば4:1:0となる。ハイバンド記録の場合は輝度信号の帯域幅が6.5MHzとなる。
なお、非ハイバンド方式ながら色差信号の記録を省略し、輝度信号の帯域幅を6MHzに広げているカメラも存在している。一方で、ハイバンド方式を基本としてクインカンクスサンプリングおよびサンプル値伝送を行って高画素化しようという試みも存在した。
撮影日時やフィールド記録・フレーム記録の別、コマ番号などのメタ情報はIDコードと呼ばれ、DPSK変調を行って画像に周波数多重される。この際の搬送波は仕向け地の標準テレビ放送の水平同期周波数の13倍となる。

### 音声記録
時間圧縮した音声を、1トラックに4分割して書き込む。静止画と同様にFM変調をして記録する。1/640に時間圧縮した際の収録時間は9.6秒となる。

### デジタルデータ記録
4セクタ50トラックにて記録される。1トラックあたり16KiBの容量を持ち、ディスク全体で800KiBとなる。記録方式には8/10変換が用いられ。距離5のリードソロモンの二重積に誤り訂正が行われる。

### 再生制御情報 (キューデータ) の記録
最内周の52トラック目にのみ、#デジタルデータ記録の手法に則って記録される。2個のシステムファイルのほか、62個までの再生制御ファイルおよび表示ないしは印刷するためのテキストファイルを含むことができる。